# 中华门 (北京)

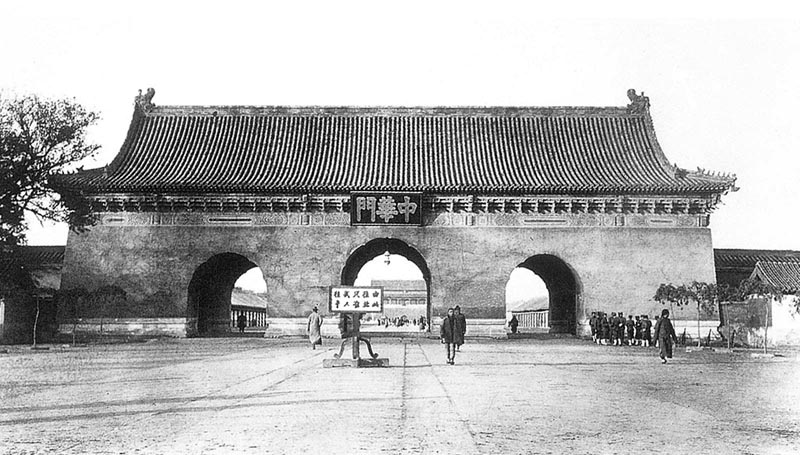
北京皇城中华门（1912年）

中华门指故北京皇城的正南门，原明代大明门，清代称大清门，民国改称中华门。在北京中轴线上，原址在正阳门北侧，现人民英雄纪念碑南边、毛主席纪念堂一带。中华门与正阳门、天安门不同，不是城楼，而是一单檐歇山顶的砖石结构建筑。此門曾是明、清、民国三朝的象徵性「國門」，平常日子不得開啟。

## 历史沿革
中华门建于明朝永乐年间。建成时，因是皇城的正南门，古人又以南方为尊贵，所以享有“国门”的地位。它的名称随朝代的更替而变迁，明朝时称大明门，大学士解缙题门联“日月光天德 山河壮帝居”。
大順李自成进入北京后，曾短暂改名为大顺门。
清朝顺治元年（1644年）改名为大清门。
辛亥革命后，1912年（民國元年）改名为中华门。1914年，千步廊被拆除。
1952年8月，为扩建天安门广场，北京市各界人民代表会议召开，就拆除天安门旁边两侧长安左门与长安右门进行商议，決定於1954年拆除。
1958年到1959年，北京一年之内完成了十大建筑，被誉为建筑史上的奇迹，天安门广场需要继续扩建，许多城墙、门楼在拆迁范围之内。据照片1958年4月22日，人民英雄纪念碑落成后，中华门仍在。
1959年，在人民大会堂兴建期間，因中华门有碍视线，在苏联专家的建议下，北京的中华门正式拆除，千步廊东西兩側的红墙也被拆除，中华路也随之縮短。
1976年毛泽东逝世后，在其原址修建了毛主席纪念堂，作为毛泽东遗体的永久停灵处。

## 建筑特色
作为皇城与市井的分界，中华门建筑风格庄严厚重，具有很高的规制，据《大清会典》记载：“大清门，三阙上为飞檐崇脊，门前地正方，绕以石栏，左右狮各一，下马石碑各一”。中华门是一座单檐歇山顶的砖石结构建筑，类似的规制在明十三陵、清东陵和清西陵的大红门有用。
清朝时，大清门至正阳门之间是用石栏杆围成的一个方形广场，明朝时这里曾是闹市街道，俗呼“棋盘街”，门外有下马碑，到此文官下轿武官下马，门内就是皇家御道，除皇帝、皇后、皇太后的龙车凤辇外，其他人只能步行通过。清朝时，在皇帝大婚时，只有皇后的轿子才能从大清门进入紫禁城，其他嫔妃的轿子只能通过后门神武门进入。

## 图片

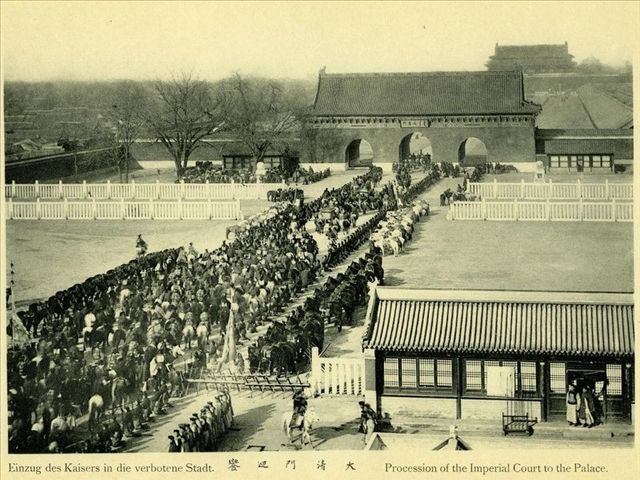
1902年1月7日大清门门前迎銮
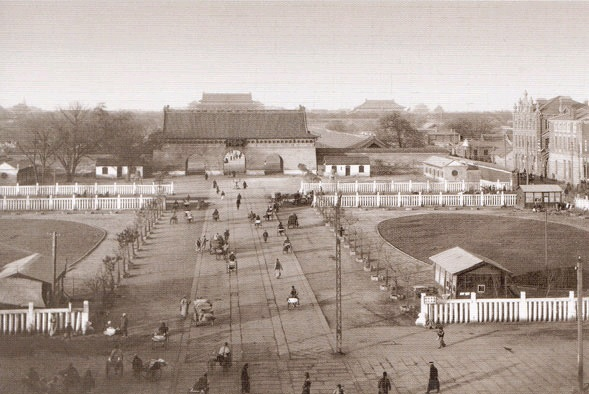
中华门及门前广场
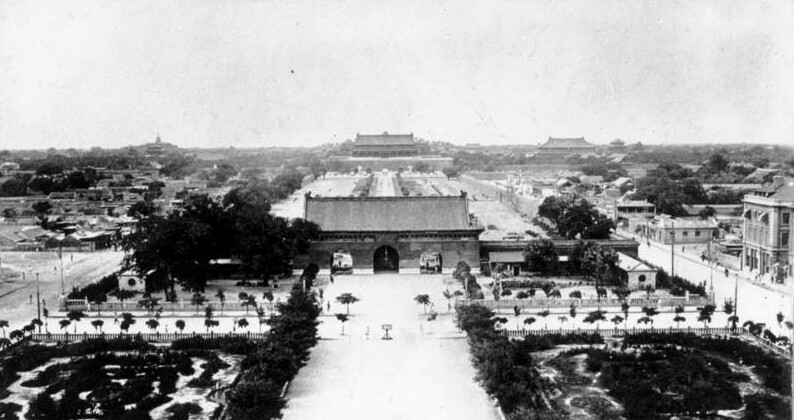
1900年大清门
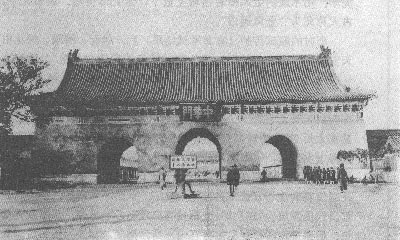
1912年中华门

## 轶闻趣事
1644年李自成进北京后，四月初一改此门为“大顺门”。李自成不久后失败，退出北京，匾额也未刻成。
大清門在民國成立後改名中華門，有傳言稱大清門匾額材為石質，並用平常刻印用珍贵的青金石琢制成字，镶嵌在石中。中華民國成立後更換匾額，原本的構想是把石匾拆下，翻用背面刻上“中华门”；没想到将石匾拆下后发现背面竟是“大明门”三字，原来清人早在二百多年前就已使用了这个办法。所以只好重新赶制了一块木匾，挂于檐下。
但關於這個「青金石質」的說法，在曹振偉、韓立恆《大清門匾額與彩畫》一文中已經有較為完善的分析，可以基本確定這塊匾為木質，所謂「青金石質」的說法應為誤傳。實際上，1912年10月10日，人們在摘除舊匾時發現「原來大清門匾的背後，不但沒有字，而且剝層如鱗，質粗而薄，已然沒有法子刻字了」。根據金梁《北京宮殿志》的說法，大清門的舊匾在摘取後，先是存放在中華門內東朝房，因為參觀人眾，後收存在先農壇陳列。1917年張勳復闢時短暫掛回又被摘替，此時該匾已經殘缺不全。之後則一直存放在「古物陳列所」時期的故宮三大殿。
1912年10月15日《新紀元報》的報道中提及新匾：「中華門三字較大清門舊式加倍放大，摹顏魯公筆法，古老無比，聞系內城警廳總務處僉事董君玉麐所書。」不過這塊宣告易代共和的國門匾額並沒有存續太久，在1914年被袁世凱下令更換為一塊更為小巧的豎匾，類似於天安門的門額。